# Alexei Mateevici
Alexei (či Alexie) Mateevici (27. března 1888 Căinari – 24. srpna 1917 Kišiněv) byl rumunský pravoslavný kněz moldavského původu, jeden z nejvýznamnějších rumunských básníků v Besarábii.

## Život
Narodil se ve městě Căinari ve východní Besarábii,  tehdejší součásti Ruského impéria. Vyrůstal v obci Zaim v okrese Căușeni. Studoval na teologické škole v Kišiněvě a své první básně (Țăranii (Sedláci), Eu cânt (Zpívám), Țara (Země)) publikoval v novinách Basarabia, kde také uveřejnil dva články o moldavském folkloru. Později publikoval několik článků o náboženství v Moldavsku.
Dále studoval na Teologické akademii v Kyjevě, kterou absolvoval v roce 1914. V tomto roce se oženil s Teodorou Borisovnou Novitskou. S ní měl později dceru. Vrátil se do Kišiněva a stal se učitelem řečtiny na teologické škole. V létě 1917 napsal text písně Limba noastră (Náš jazyk), která je od roku 1994 moldavskou státní hymnou. Působil jako dobrovolník během bitvy u Mărășești.

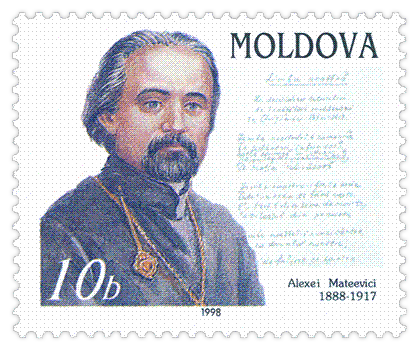
Mateevici na moldavské známce z roku 1998; v pozadí jsou napsány čtyřverší z hymny Limba noastră

O měsíc později zemřel na skvrnitý tyfus a byl pohřben na ústředním hřbitově v Kišiněvě. Ulice vedoucí ke hřbitovu dnes nese jeho jméno.

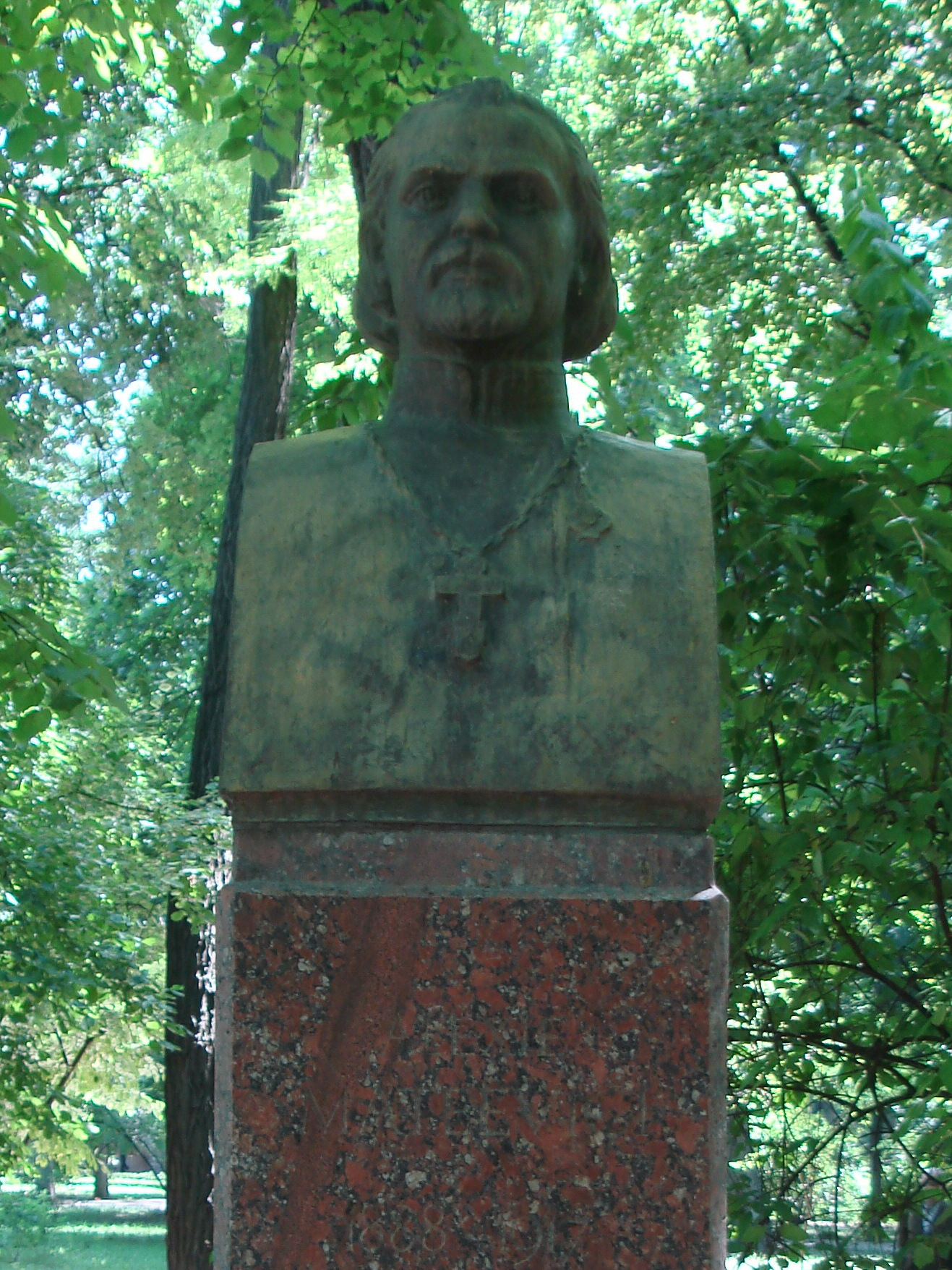
Busta Mateeviciho v aleji klasiků v Kišiněvě

## Ocenění
- Památník Simiona Murafy, Alexeie Mateeviciho a Andreie Hodorogea, odhalen v roce 1933[4][5]